# Ebenezer Bryce

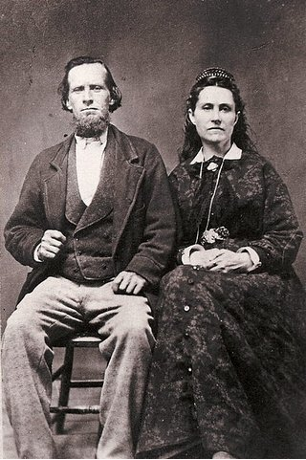
Ebenezer und Mary Bryce (um 1865)

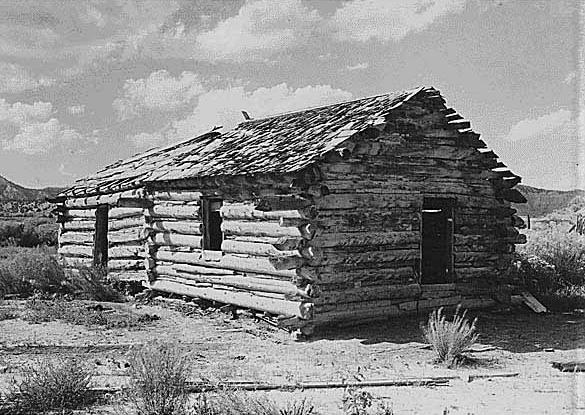
In dieser Hütte lebte Ebenezer Bryce mit seiner Familie um 1881

Ebenezer Bryce (* 17. November 1830 in Dunblane, Schottland; † 26. September 1913 in Bryce, Arizona) ist der Namensgeber des Bryce Canyons.
Bryce, der Kirche Jesu Christi der Heiligen der Letzten Tage angehörend, erlernte den Beruf des Schiffbauers. Wie viele seiner Glaubensbrüder verließ er im Alter von siebzehn Jahren seine schottische Heimat Richtung Utah in Nordamerika. Hier, in Salt Lake City, heiratete er 1854 Mary Park. Mit ihr zog er 1862 nach Pine Valley im Washington County im Süden Utahs und baute 1868 dort eine Kapelle in der Form eines umgedrehten Schiffsrumpfes. Heute ist die Pine Valley Chapell die am längsten kontinuierlich genutzte Kirche der Mormonen.
Wenig später verließ Bryce mit seiner Frau das Pine Valley über das Paria Valley in Clifton in Richtung des Henderson Valleys in New Clifton. Hier beteiligte sich Bryce am Bau eines sieben Meilen langen Bewässerungssystems sowie einer Straße in die Pink Cliffs. Die Straße sollte den Zugang in die Wälder und den Holz-Abtransport gewährleisten. Die Einwohner des Ortes nannten die an ein antikes Theater erinnernde Felsformation, an der die Straße endete, schon bald Bryce’s Canyon. Er sah das Naturwunder eher von der praktischen Seite und bezeichnete es als „a hell of a place to lose a cow“.
Ebenezer Bryce zog mit seiner Familie 1880 weiter nach Arizona in eine Siedlung, die heute seinen Namen trägt. In Bryce starb Ebenezer Bryce im Jahre 1913. Er liegt dort auf dem Bryce Cemetery begraben.